# Regola della goccia di sangue
La regola di una goccia di sangue era un principio giuridico di classificazione razziale molto diffuso negli Stati Uniti del XX secolo. In base a questo principio giuridico, ogni persona con anche un solo antenato di origine africana ("una goccia" di "sangue nero") doveva essere considerata nera (negra). Si tratta di un esempio di ipodescenza: i figli di un'unione mista tra due gruppi socioeconomici o etnici venivano automaticamente assegnati al gruppo con lo status inferiore. 
Questo concetto giuridico è stato integrato nella legislazione di alcuni stati degli Stati Uniti d'America all'inizio del XX secolo. La regola era associata alla nozione di "nerezza invisibile" (invisibile blackness) che si era sviluppata dopo la lunga storia di mescolanza razziale nel Sud degli Stati Uniti. Essa veniva utilizzata per impedire i matrimoni interrazziali e, in generale, per negare diritti e pari opportunità e sostenere la supremazia bianca. La norma fu dichiarata illegale dalla Corte Suprema nella sentenza Loving contro Virginia del 1967.